# Martin Atanasow
Martin Atanasow, bułg. Мартин Атанасов (ur. 27 września 1996 w Sofii) – bułgarski siatkarz, grający na pozycji przyjmującego. 

## Sukcesy klubowe
Puchar Bułgarii:
- 2015

Liga bułgarska:
- 2016
- 2015

Superpuchar Niemiec:
- 2017

Puchar Niemiec:
- 2018

Liga niemiecka:
- 2018

Liga francuska:
- 2019

Puchar Challenge:
- 2021

Liga turecka:
- 2021, 2022[4], 2023[5]
- 2025[6]

Superpuchar Turcji:
- 2021, 2022[7]